# Gradiente Expert XP-800
Gradiente Expert XP-800 (Expert XP-800) је био кућни рачунар фирме Gradiente који је почео да се производи у Бразилу од 1985. године.
Користио је Zilog Z80A као микропроцесор. RAM меморија рачунара је имала капацитет од 64 KB. 
Као оперативни систем кориштен је MSX DOS.

## Детаљни подаци
Детаљнији подаци о рачунару Expert XP-800 су дати у табели испод.
|                       | |
| [ 1 ]                 | |
| Произвођач            | |
| Тип                   | кућни рачунар |
| Меморија              | 64 KB |
| Поријекло             | Бразил |
| Година                | 1985 |
| Тастатура             | тастатура са пуним помаком тастера са нумеричком тастатуром, 5 функцијских тастера и 4 тастера смјера. 89 тастера. |
| Процесор              | |
| Фреквенција процесора | 3,58 |
| RAM                   | 64 KB |
| ROM                   | 32 BASIC/BIOS (MSX BASIC V1.0)                                                                                     |
| Текст                 | мод 0: 40 x 24 |
| Графика               | мод 2: 256 x 192 са 16 боја (висока резолуција)                                                                    |
| Боја                  | 16 |
| Звук                  | General Instruments AY-3-8910 програмибилни генератор звука                                                        |
| Димензије             | 420 x 110 x 280 / 4,7                                                                                              |
| Портови               | |
| Оперативни систем     | |